# مدشر بني زرنتل (بني زرنتل)
مدشر بني زرنتل هي إحدى مشيخات المملكة المغربية، تتبع جغرافيا لإقليم خريبكة وإداريًا لبني زرنتل. يقدر عدد سكانها بـ 1616 نسمة حسب الإحصاء الرسمي للسكان والسكنى لسنة 2004.